# S.H.I.E.L.D.
S.H.I.E.L.D. är en fiktiv internationell underrättelse- och terroristbekämpningsorganisation i serier från det amerikanska serieförlaget Marvel Comics. Från början var namnet en förkortning för Supreme Headquarters, International Espionage Law-enforcement Division men ändrades 1991 till Strategic Hazard Intervention, Espionage and Logistics Directorate. Organisationen framträdde för första gången i Strange Tales #135 från augusti 1965 i en serie skapad av Stan Lee och Jack Kirby.
Organisationen bildades på 1960-talet för att möta hotet från terrorgruppen Hydra. Högkvarteret är det flygande slagskeppet Helicarrier, som svävar högt över Jordens yta. Krigsveteranen Nick Fury var länge chef för S.H.I.E.L.D., och andra medlemmar inkluderar Thaddeus "Dum-Dum" Dugan, Clay Quartermain och Black Widow.

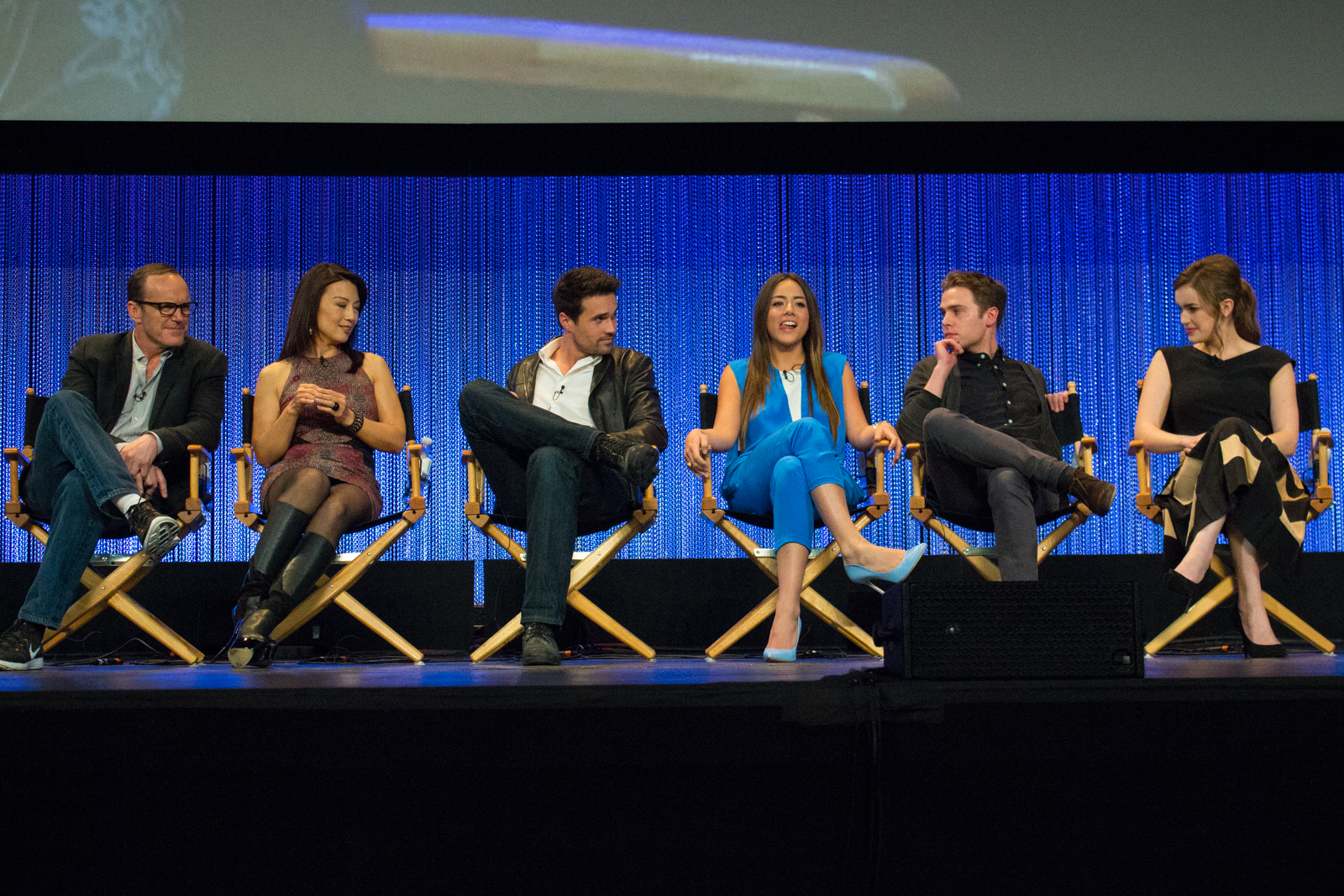
Skådespelare från TV-serien Marvel's Agents of S.H.I.E.L.D. Från vänster: Clark Gregg, Ming-Na Wen, Brett Dalton, Chloe Bennet, Iain De Caestecker och Elizabeth Henstridge.

S.H.I.E.L.D. är en av komponenterna i Marvel Cinematic Universe-filmerna. Där spelas ledaren, Nick Fury, av Samuel L. Jackson. Organisationen grundades i filmerna av bland annat Tony Starks pappa Howard Stark och Peggy Carter, vilket delvis skildras i de två säsongerna av TV-serien Agent Carter (2015-2016).
2014 hade TV-serien Marvel's Agents of S.H.I.E.L.D. premiär. Där är ledaren för gruppen Phil Coulson (spelad av Clark Gregg), som tidigare medverkade i Marvel-filmerna The Incredible Hulk, Iron Man 2, Thor och The Avengers. 